# Sauropus hirsutus
Sauropus hirsutus är en emblikaväxtart som beskrevs av Lucien Beille. Sauropus hirsutus ingår i släktet Sauropus och familjen emblikaväxter. Inga underarter finns listade i Catalogue of Life.